# Saponaria lutea
Saponaria lutea är en nejlikväxtart som beskrevs av Carl von Linné. Saponaria lutea ingår i släktet såpnejlikor, och familjen nejlikväxter. Inga underarter finns listade i Catalogue of Life.